# Tenebroides bimaculatus
Tenebroides bimaculatus is een keversoort uit de familie schorsknaagkevers (Trogossitidae). De wetenschappelijke naam van de soort werd in 1844 gepubliceerd door Frederick Ernst Melsheimer.